# Romeo Grot
Ewald Romeo Cornelis Grot (Paramaribo, 13 de junio de 1955) es un poeta y escritor de Surinam. 
Grot viajó a los Países Bajos en 1972, donde trabajó como trabajador social. Hasta 1985 vivió en los Países Bajos en 1973, donde debutó con "I". Esa primera colección de poemas fue seguida solo por trabajos dispersos en sranan y holandés. Su novela "Georgette mi Lobi" (Georgette mi amor, 1987) no es estructuralmente más fuerte que una cadena de eventos de una pareja de jóvenes que experimentan las vacaciones cerca de Albina en el contexto de los primeros años después del golpe de 1980, pero un notable relato como la primera publicación independiente en lengua sranan desde Temekoe de Edgar Cairo publicado en 1969.